# Secondo Antonio Botto
Secondo Antonio Botto (Savigliano, XVII secolo – Savigliano, XVII secolo) è stato uno scultore e intagliatore italiano.

## Biografia
Secondo Antonio Botto fece parte di una famiglia d'intagliatori piemontesi del XVII secolo, originari di Savigliano, il cui capostipite fu lo zio Pietro Botto.
Non si posseggono molte informazioni riguardanti la vita privata e il percorso di formazione dell'artista Secondo Antonio Botto, così come del fratello Giovanni Battista, anche se è quasi sicuro che vennero avviati all'arte seguendo le lezioni del padre Giorgio Botto e dello zio Pietro.
Secondo Antonio realizzò opere di scultura principalmente per porte o pareti della reggia torinese. Infatti sua è la porta per la sala del trono del re, detta porta di sicurezza (1662). Anche se molte delle sue opere non sono più conservate o visibili, resta l'esempio di una porta eseguita nel suo peculiare stile tra la sala del trono della regina e quella dell'alcova (1663).
Secondo Antonio Botto si distinse per lavori lignei, caratterizzati da pregevoli intagliature a fiori e raffinati motivi a fogliami, girali, ecc., disposti a formare la cornice talvolta dei medaglioni con figure, in altre occasioni dei trofei d'armi.
Tra le attribuzioni riguardanti Secondo Antonio Botto vi sono i fregi dell'ancona maggiore in San Domenico di Torino, dipinta da Antonio Milocco.
Per quanto riguarda lo stile di Secondo Antonio Botto, l'autorevole storica dell'arte Barbara Antonetto scrisse: «Lo stile di Secondo Antonio Botto, come quello del fratello e del padre Giorgio, fu influenzato dallo zio Pietro e si caratterizzò per il modello e la sensibilità tardo-manieristici, con un graduale avvicinamento a moduli già baroccheggianti. L'intaglio è ricchissimo e quasi sempre di elevata qualità tecnica, l'invenzione decorativa appare continuamente variata, e il risultato è fra i più significativi dell'arte dell'intaglio ligneo piemontese nel secolo XVII.»

## Opere
- Gesù Crocifisso, chiesa di San Pietro di Savigliano;
- Statua della Vergine, chiesa di San Pietro di Savigliano;
- Statua di San Giovanni, chiesa di San Pietro di Savigliano;
- Coro ligneo barocco, chiesa di San Pietro di Savigliano;
- Stalli corali, banchi, confessionali, chiesa di San Pietro di Savigliano;
- Sculture e varie opere per i palazzi reali e nobili di Torino, Savigliano, Chieri e Cherasco.